# Federazione dei Verdi
Die Federazione dei Verdi war eine ab 1990 bestehende grüne Partei in Italien. Die Partei fusionierte am 10. Juli 2021 mit Europa Verde.
Ab 2009 war die Partei in keinem nationalen oder europäischen Parlament mehr vertreten. Ihre besten Ergebnisse erzielten die Grünen in Mailand sowie in Trentino-Südtirol. Einer der Väter der Grünen in Italien, Alexander Langer, stammte aus Bozen.

## Geschichte

### Vorläufer (bis 1990)
Die Entstehung einer grünen Partei wurde in Italien – im Vergleich zu anderen westeuropäischen Ländern – durch die Existenz der radikal-liberalen und antiautoritären Partito Radicale (PR) hinausgezögert. Diese übernahm in den 1970er- und 1980er-Jahren teilweise die Rolle einer Alternativ- und Umweltpartei und war Sammelbecken der neuen sozialen Bewegungen. Ergänzend zur PR, die nur zu nationalen Parlamentswahlen antrat, entstanden 1982/83 aus der Umweltbewegung die Grünen Listen (Liste Verdi), die zunächst ausschließlich auf lokaler und regionaler Ebene kandidierten. PR und Liste Verdi standen somit nicht in Konkurrenz zueinander, sondern kooperierten. Im Dezember 1984 fand die erste nationale Versammlung der Liste Verdi in Florenz statt.
Zu den Regionalwahlen 1985 traten Liste Verdi unter dem Symbol der „lachenden Sonne“, das die Federazione dei Verdi bis zu ihrer Auflösung verwendete, in elf Regionen an. Sie kamen landesweit auf 1,8 Prozent der Stimmen und insgesamt zehn Sitze in den Regionalräten. Dabei gab es ein deutliches Nord-Süd-Gefälle. Am stärksten schnitten die Grünen im Piemont ab, wo Lista Verde und Lista Verde Civica zusammen auf 3,4 Prozent und zwei Sitze kamen. Eine Ausnahme war die Kleinstadt Avetrana im süditalienischen Apulien, wo die Lista Verde 70 Prozent der Stimmen erhielt und anschließend den Bürgermeister stellte. Dies hing mit Plänen zusammen, in der Gemeinde ein Kernkraftwerk zu errichten, was Avetrana zu einer Hochburg der Anti-Atomkraft-Bewegung machte.

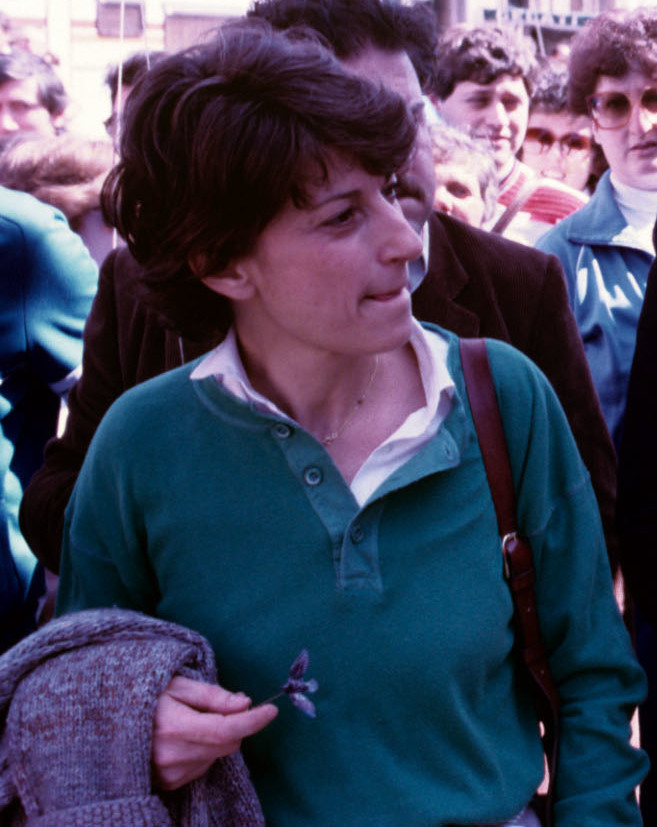
Adelaide Aglietta

Am 16. November 1986 gründeten Vertreter der regionalen und lokalen Liste Verdi in Finale Ligure an der italienischen Riviera die Federazione delle Liste Verdi. Zur Parlamentswahl 1987 traten die Liste Verdi erstmals auf nationaler Ebene an. Sie kamen landesweit auf 2,5 Prozent der Stimmen und – da es keine Sperrklausel gab – 13 Sitze in der Abgeordnetenkammer. Damit waren sie annähernd gleichauf mit der Partito Radicale. Dabei gab es wiederum ein Gefälle zwischen Nord- und Süditalien: Am stärksten waren die Grünen in Trentino-Südtirol (4,6 Prozent), am schwächsten in Teilen Kampaniens (0,7 Prozent).
Im Mai 1989 gründete sich die Partei Verdi Arcobaleno („Regenbogen-Linke“). In dieser fand die Gruppe Arcobaleno der zerfallenden Democrazia Proletaria um Mario Capanna und Edo Ronchi mit einer Strömung der Partito Radicale um Maria Adelaide Aglietta und Francesco Rutelli zusammen. Zur Europawahl im Juni 1989 traten folglich zwei grüne Listen an: die Verdi Europa – Lista Verde (VE-LV) kamen auf 3,8 Prozent der Stimmen und drei der 81 italienischen Sitze; die Verdi Arcobaleno per l’Europa auf 2,4 Prozent und zwei Sitze. Zu den ersten grünen Europaparlamentariern aus Italien zählten Alexander Langer (LV), Maria Adelaide Aglietta und Edo Ronchi (VA). Sie schlossen sich der Fraktion Die Grünen im Europäischen Parlament an, der auch je ein Europaparlamentarier der Democrazia Proletaria und der Partito Radicale angehörte, sodass Italien insgesamt sieben „grüne“ Abgeordnete entsandte.

### Gründung der FdV (1990 bis 1994)

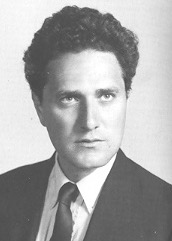
Francesco Rutelli

Federazione delle Liste Verdi und Verdi Arcobaleno fusionierten am 9. Dezember 1990 in Castrocaro Terme zur Federazione dei Verdi. Bei der Parlamentswahl 1992 steigerten die Verdi ihren Stimmenanteil auf 2,8 Prozent, die Zahl ihrer Abgeordneten auf 16 und die der Senatoren auf vier. Francesco Rutelli war anschließend Fraktionsvorsitzender der Grünen im Abgeordnetenhaus. Der ehemalige EU-Umweltkommissar und italienische Umweltminister Carlo Ripa di Meana war von 1993 bis 1996 Sprecher der Verdi. Im April 1993 war die FdV erstmals in der italienischen Regierung vertreten, wenn auch nur für kurze Zeit: Francesco Rutelli trat wenige Tage nach seiner Vereidigung als Umweltminister im Kabinett Ciampi wieder zurück, um gegen die Aufrechterhaltung der Immunität des unter Korruptionsverdacht stehenden Bettino Craxi zu protestieren.
Ein großer Erfolg waren die Kommunalwahlen Ende 1993: In Rom kamen die Verdi auf 10,6 Prozent der Stimmen, und Francesco Rutelli wurde dank einer Wahlallianz mit Linksdemokraten, Alleanza Democratica und Radikalen zum Bürgermeister der Hauptstadt gewählt. Auch in Venedig (6,0 Prozent), Turin (4,2 Prozent) und Neapel (3,9 Prozent) schnitten die Grünen recht stark ab und trugen jeweils zur Wahl linker Bürgermeister bei; eineinhalb Jahre später holten sie in Bologna 5,2 Prozent. Auch zur vorgezogenen Parlamentswahl 1994 traten die Verdi in einem linken Bündnis – genannt Alleanza dei Progressisti – mit Linksdemokraten und Rifondazione Comunista an. Der Stimmenanteil der Verdi stagnierte bei 2,7 Prozent, die Zahl ihrer Abgeordneten ging aufgrund des neuen Wahlrechts auf elf zurück. Insgesamt unterlag die Alleanza dei Progressisti gegen Silvio Berlusconis Mitte-rechts-Bündnis Polo delle Libertà.

### L’Ulivo und L’Unione (1995 bis 2008)
Nach dem Bruch von Berlusconis erster Regierung gehörte die Federazione dei Verdi zu den Parteien, die Anfang 1995 das Mitte-links-Bündnis L’Ulivo gründeten. Bei der Parlamentswahl 1996 ging der Stimmenanteil auf 2,5 Prozent zurück; da die Grünen aber zum siegreichen Bündnis gehörten, erhielten sie je 14 Sitze in beiden Parlamentskammern. Von 1996 bis 1999 fungierte Luigi Manconi als Sprecher der FdV. In der Mitte-links-Regierung Prodi I (1996 bis 1998) stellte die FdV mit Edoardo Ronchi den Umweltminister sowie Staatssekretäre in drei weiteren Ministerien. Ronchi behielt sein Ministeramt auch unter dem Ministerpräsidenten Massimo D’Alema (1998 bis 2000). Im Kabinett Amato II (2000 bis 2001) verloren die Grünen das Umweltministerium, stellten dafür aber mit Alfonso Pecoraro Scanio den Landwirtschafts- und Forstminister.
Der prominenteste Amtsträger der Verdi, Roms Bürgermeister Rutelli, entfremdete sich von der Partei. Er wurde 1997 wiedergewählt, jedoch allgemein als Kandidat des L’Ulivo-Bündnisses und nicht spezifisch der Grünen. Er gehörte 1999 zu den Begründern der liberalen Partei I Democratici, die 2002 in Democrazia è Libertà – La Margherita aufging. Sein Unterstützerkreis, die sogenannten „Rutelli Boys“ (unter anderen Paolo Gentiloni und Roberto Giachetti) folgten ihm auf diesem Weg.

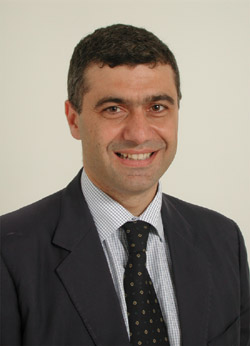
Alfonso Pecoraro Scanio

Bei den Parlamentswahlen 2001 trat die Federazione dei Verdi gemeinsam mit der Socialisti Democratici Italiani (SDI) als Wahlallianz Il Girasole („Die Sonnenblume“) an und erreichte – im Rahmen des größeren Mitte-links-Bündnisses L’Ulivo – neun Mandate in der Camera. Dort saßen sie in der Opposition gegen Berlusconis zweite Regierung. Von 2001 bis 2008 war Alfonso Pecoraro Scanio Vorsitzender der FdV. Das Bündnis mit der SDI zerbrach nach kurzer Zeit. Zur Europawahl 2004 trat die Partei wieder separat an, erhielt 2,5 Prozent der Stimmen und stellte anschließend bis 2009 zwei Europaparlamentarier: Sepp Kusstatscher und Monica Frassoni.
Bei den Parlamentswahlen 2006 erreichten die Grünen als Teil der siegreichen Links-Koalition L’Unione 2,1 Prozent der Stimmen und gewannen 15 von 630 Sitzen in der Abgeordnetenkammer sowie fünf von 315 Senatoren. In der Regierung unter Romano Prodi stellten die Grünen mit Alfonso Pecoraro Scanio den Umweltminister.
Bei den Parlamentswahlen 2008 schloss sich die Federazione dei Verdi mit den linken Parteien Partito della Rifondazione Comunista (PRC), Sinistra Democratica (SD) und Partito dei Comunisti Italiani (PdCI) zur Liste La Sinistra – L’Arcobaleno („Regenbogen-Linke“) zusammen. Nach erdrutschartigen Verlusten war die Partei in keiner der beiden Kammern des Parlaments mehr vertreten.

### Außerparlamentarische Opposition (ab 2009)
Am 16. März 2009 schlossen sich die Grünen der neuen Listenverbindung Sinistra e Libertà für die Europawahl an. Auch dieses Bündnis konnte jedoch im Europaparlament keinen Sitz erreichen. Angelo Bonelli war von 2009 bis 2018 Vorsitzender der grünen Föderation.
Zu den Parlamentswahlen 2013 trat die Federazione di Verdi in dem von Antonio Ingroia zusammengestellten Bündnis Rivoluzione Civile („Bürgerrevolution“) gemeinsam mit PRC, PdCI sowie der Italia dei Valori (IdV) an, das Bündnis konnte aber die nationale Vier-Prozent-Hürde nicht überschreiten. Die Grünen Südtirols (Verdi Grüne Vërc) traten hingegen gemeinsam mit Sinistra Ecologia Libertà in Pier Luigi Bersanis Koalition Lista Bene Comune an und konnten mit Florian Kronbichler den einzigen Grünen-Abgeordneten Italiens stellen. Am 23. März 2013 vollzogen die Südtiroler Grünen den endgültigen Bruch mit der Federazione dei Verdi, an deren Gründung sie 1990 beteiligt gewesen waren. Am 26. Januar 2015 trat der für das Movimento 5 Stelle („Fünf-Sterne-Bewegung“) gewählte Senator Bartolomeo Pepe den Grünen bei, er verließ die Partei aber im Juni desselben Jahres wieder.
Zur Parlamentswahl 2018 trat die FdV auf der Liste Italia Europa Insieme gemeinsam mit PSI und der progressiven Gruppierung Area Civica im Rahmen der größeren, von Matteo Renzis PD geführten Mitte-links-Koalition an. Italia Europa Insieme kam auf 0,6 Prozent der Stimmen, womit die Grünen weiter außerhalb des Parlaments blieben. Zur Europawahl 2019 bildeten FdV, Südtiroler Grüne, die Partei Possibile von Giuseppe Civati (eine Linksabspaltung von der PD) und die Gruppe Green Italia um Annalisa Corrado die Liste Europa Verde. Für diese trat auch die bisherige Europaabgeordnete Elly Schlein (2014 gewählt für die PD) an. Die Liste erhielt 2,3 Prozent der Stimmen und verpasste damit den Einzug ins Europäische Parlament.